# 武汉华南海鲜批发市场
武汉华南海鲜批发市场，又名华南海鲜市场，是中华人民共和国湖北省武汉市的一个海鲜专业批发市场。位于江汉区汉口金家墩地区，发展大道（二环线）、新華路交界，汉口火车站附近，临近同为武汉华南置业集团有限公司隶属的华南果批（华南果品批发市场），是武汉也是华中地区规模最大的海鲜水产批发交易市场。市场总建筑面积5万平方，投资金额近人民幣5000万元，有经营户1000余户。由于被认为是2019冠状病毒病疫情的最初爆发地点，武汉华南海鲜批发市场成为了舆论焦点。

## 市场规模及历史
华南海鲜批发市场建成已超过18年，前身為沿江大道水產市場（包括交通水產市場）。开业三个月曾先后两次扩建，如今市场总建筑面积5万平方，投资金额近人民幣5000万元，有经营户1000余户。市场安置了下岗职工几百人，以缓解政府的压力。曾多次被授予“武汉市文明市场”荣誉称号。该市场的成立时间早于汉口火车站，原本因市场位于发展大道二环外的金家墩地区，偏僻而比较荒凉，后因汉口站的开通而变得繁华。一楼海鲜市场分为东、西两区，东区有12条商业街，每条街有大约8家店铺，主营肉类。西区有15条街，主营水产、海鲜、调味品。二楼则是华南眼镜城，有100多户商家。
华南海鲜批发市场由武汉华南海鲜市场有限公司所持有，其正式設立於2005年3月24日，隶属于武汉华南置业集团有限公司。经营范围包括市场物业管理、停车场经营；水产品、初级农产品的批发兼零售；食品销售。其法定代表人为余甜，其弟弟余其泽为股东。余甜父亲余祝生的前妻赵红则曾于1999年至2006年管理华南海鲜市场，赵红管理期间适逢非典、禽流感时期，市场每天消毒，未发生传染现象。2013年，受H7N9疫情影响，华南海鲜市场曾被要求压缩交易，尽快出货，但并未关闭市场。
该市场承担着长江以北地区不少大型集贸市场的猪肉供应，也贩卖野味（如斑蛙、蛇、刺猬等动物）等。市场内海鲜品种多，大小可挑选，有干货、冻品、冰鲜。市场也会给各酒店及公司提供采购服务，是市内众多酒店的配送中心。经营户一般早上四五点开门，营业12个小时左右。2011年华南海鲜批发市场的交易额达13至15亿元，且不断呈增长态势。
2019年9月25日上午，武汉市多部门联合开展野生动物经营市场专项检查，未发现违法经营行为，执法人员逐一检查近8家商户的野生动物经营许可审批文件、营业许可证，严禁其经营未获审批的野生动物。华南海鲜市场负责人表示：“将加大对商户进货索证索票的检查力度，一旦发现商家存在违法违规经营行为，将第一时间向执法部门报告，并清理出市场。”

## 问题

### 垄断问题
2007年7月中旬，有经营户反映华南海鲜批发市场虾业协会存在垄断行为。称虾业协会给商户约法称每天每户向虾协报所需数量，由虾协组织供货并保证质量，要求各虾户头天进货，次日就要结账，若有拖欠就不给货，并强制商贩加入虾协。导致虾类质量变差，价格上涨，并影响到本地部分酒店的正常经营。之后多个部门接到市民投诉。武汉市江汉工商分局已介入调查。
2009年至2010年之交，有市民反映从华南海鲜市场附近的硚口长胜屠宰场购进的猪肉不能进入华南海鲜市场销售，若有商户从长胜屠宰场送肉，就有不明身份的人出来阻拦，甚至以刀棒威胁。记者采访武汉市生猪屠宰领导小组管理办公室，有关人士认为“这实际上就是一种垄断。”

### 安全及卫生问题
2009年8月5日，华南海鲜批发市场内发生火灾，多间经营干货的店铺损失严重。火灾是由于其中一家商户装修时操作电焊不慎造成的。同年11月29日，华南海鲜市场内一间海鲜店起火，有值守店面人员跳下逃生，其中一名女子腰椎粉碎性骨折。
2013年媒体报道，华南海鲜批发市场每天有上千斤死虾子流入大排档和部分餐馆。
2014年2月，据《武汉晨报》报道，华南海鲜批发市场旁的绿化带草丛中有大量的生活垃圾，而这些垃圾都是来海鲜城运货收货的货车司机乱扔的。
2017年国家食品药品监督管理总局组织开展的经营环节鲜活水产品抽检监测中，检出不合格样品66批次，其中华南海鲜批发市场内两间商户鱼类检出孔雀石绿。
早在2019年6月27日，人民网投诉留言板块就有市民投诉武汉华南海鲜批发市场脏乱差，但武汉市政府却并未回应及解决。

### 假冒和“缺斤少两”
2008年4月，《武汉晨报》报道称华南海鲜市场一些商贩教零售商和餐馆进货者作假，如“高锰酸钾水泡出野生甲鱼”，还主动帮忙“代加工”。
2011年9月，江汉工商分局唐家墩工商所在华南海鲜批发市场查出假冒伪劣螃蟹348公斤。10月，又被查出有一批商家使用涉嫌舞弊的电子秤来多收消费者的钱。
2013年10月，《楚天都市报》披露，华南海鲜批发市场的多家商户存在“缺斤少两”的现象，1斤9两的螃蟹被称出3斤4两的重量，若如此计算则消费者要多花90块钱。

### 其他
2012年9月，据《楚天都市报》报道，华南海鲜市场门前的新华西路上，存在有“交通乱象”，如货车乱停乱放等，需要得到管理。
位于武汉华南海鲜市场东区附街7、8、9、11号的大众家畜批发中心曾在2019年7月5日被列入经营异常名录，理由是未按照《个体工商户年度报告办法》规定报送年度报告。
2019年新型冠状病毒疫情爆發後，網路上盛傳一篇題為《武汉华南海鲜市场供货商的忏悔书！曝光巨大黑幕！》的微信公眾號文章，寫的是一個名為「徐翠芹」的華南海鮮市場水產經營商的懺悔書。然而這篇文章最早出現在2016年寧波餘姚，寧波媒體亦曾闢謠。無錫警方因此抓獲了9名網絡水軍。

## 2019冠状病毒病事件
2019年至2020年在華南海鮮市場發生多宗涉及2019冠状病毒病病例，引发巨大争议。2019年12月30日下午，李文亮看到一份显示检出SARS冠状病毒高置信度阳性指标的病人的检测报告，于是下午17时43分他在同学群中发布了一条关于华南海鲜市场疫情的信息“华南水果海鲜市场确诊了7例SARS”。。2019年12月31日媒体报道大部分商户仍正常营业。當日，紅星新聞記者來到華南海鮮市場，發現有数名武汉市疾控中心便衣工作人员对商户进行拍照，但工作人员拒绝回应记者“是否是在对患者摊位进行排查”的提问，而华南海鲜市场管理办公室工作人员则回应“无可奉告”。根据流行病学调查显示，部分患者为华南海鲜批发市场经营户。
2020年1月1日，武汉市江汉区市场监督管理局和卫生健康局联合发出公告，决定对华南海鲜批发市场实行休市，进行环境卫生整治，开市时间另行通知。隔日，大部分商户已关门停业。
有网友在微博上发文称武汉华南海鲜批发市场宰杀出售各种野生动物，1月21日新京報记者实地探访发现有遗弃的动物尸体及动物内脏，并有几处卖野味的商家。其中有一间名为“大众畜牧野味”的店铺售卖42种野味。
2020年1月，中国疾控中心從武汉华南海鲜市场送來的环境样本中检出大量2019新型冠狀病毒。
2020年3月3日，武汉华南海鲜批发市场展開全面消杀行动，主要針对市场内囤积的货物。消殺工作連續進行3天。期間有傳聞稱華南海鮮批發市場將要被拆除，南方都市报記者向武汉市江汉区城管局證實該傳聞不實。
2020年10月，《东方今报》记者回访华南海鲜批发市场，发现一层海鲜区域封闭，而二层的华南眼镜城和附近的华南水果批发市场正常营业。

### 病毒來源爭議
2020年1月17日《科学》杂志发文称武漢華南海鮮批發市場可能并非病毒发源地。
2019新型冠狀病毒疫情期間，假冒医学博士武小华提出指石正丽所在的武漢P4實驗室是泄露病毒的来源。石正丽其后出面反驳，表示其论据不足、含有臆测成分，属于不实内容。
2020年5月25日，中国疾病预防控制中心主任高福接受凤凰卫视采访時表示在武汉华南海鲜市场动物样本中没有检测出病毒，但在下水道废水中有检出病毒。不過高福在當年1月下旬表示病毒来自于华南海鲜市场销售的野生动物。當年1月下旬新华社引述中国疾控中心病毒所同樣表示病毒確實来源自华南海鲜市场销售的野生动物。
2020年7月27日，英國廣播公司節目《廣角鏡》播出港大微生物學系講座教授袁國勇訪問，他指出瘟疫源頭武漢華南海鮮市場在爆發疫症後或已被武漢官員掩藏及清洗，稱「犯罪現場已被干擾」，故無法追尋病毒傳播證據；袁國勇也同時怀疑武漢當地做了些掩藏工夫。
中国疾病预防控制中心流行病學首席專家吴尊友接受媒體採訪時表示因為北京新發地市場、大連、青島疫情由海产品引起，因此認為武漢華南海鮮市場疫情可能也是由進口海產品引起。而武汉大学医学部基礎醫學院病毒研究所教授楊占秋称病毒通過冷鏈運輸傳入華南海鮮市場的可能性存在，但仍然缺乏足夠的證據。
2021年6月8日，世卫组织召集的新冠病毒全球溯源研究中国部分的报告对外公布。报告指出，研究表明华南海鲜市场不是疫情的发源地，关于华南海鲜市场在疫情起源中的作用或者感染是如何传入市场的，目前尚无法得出确切结论。
2021年11月19日，路透社援引美国一研究人员表示，第一个已知的新冠病例是武汉华南海鲜批发市场的一个商贩。
2022年2月25日，中国疾病预防控制中心主任高福及同事在预印本平台Research Square发布了一篇尚未完成同行评审的论文，表示沒有證據表明新冠病毒來自市場中出售的動物，病毒很可能来自市场中的人，2019年12月病毒可能已经在市场内传播了一段时间，并通过市场內的顾客和环境进一步扩散。研究者表示，2020年武汉早期确诊病例携带的新冠病毒核酸與2020年初采集自华南海鲜市场的环境样本新冠病毒高度相似，而從市場中採集的动物样本中均未檢測出病毒。而同時另有研究則指出新型冠状病毒是來自華南海鮮市場出售的活体哺乳动物，在2019年底之前活体哺乳动物身上就已存在病毒，並且病毒通过两个不同途径傳播到在华南海鮮市场的人身上。
2022年7月26日，《科學》期刊的文章指出：2019年12月的最早案例皆出現在武漢華南海鲜批發市場週邊，而且該研究團隊在市場中的動物用籠、推車、宰殺機器上偵測到病毒，表示曾有帶病毒的活體動物在當時的市場中，因此認定武漢華南海鲜批發市場是2019冠狀病毒病的爆发源点。
2020年2月15日，廣州華南理工大學教授蕭波濤在學術網站ResearchGate上發表論文預印本，指位於華南海鮮城280米外的武漢疫控中心（WHCDC）很可能是武漢肺炎的真正源頭。WHCDC的任務之一是搜集野生動物，及辨識牠們身上病源體。早在2017年，WHCDC曾分別從湖北、浙江等地捕捉600隻蝙蝠研究，包括被指是武漢肺炎病毒源頭的中華菊頭蝠。有工作人員在研究期間被蝙蝠攻擊並沾上了血需要自我隔離14日，又有人被蝙蝠射尿。

## 地理位置
武汉华南海鲜批发市场位于江汉区汉口金家墩地区，发展大道（二环线）、新華路交界，汉口火车站附近，鐵路線對面的武汉华南置业集团有限公司隶属的华南果批（华南果品批发市场），華南海鮮市場建築物二樓同為武汉华南置业集团有限公司隶属的為華南眼鏡批發市場，鄰近建築包括：漢口火車站、武漢協和醫院。

## 现状

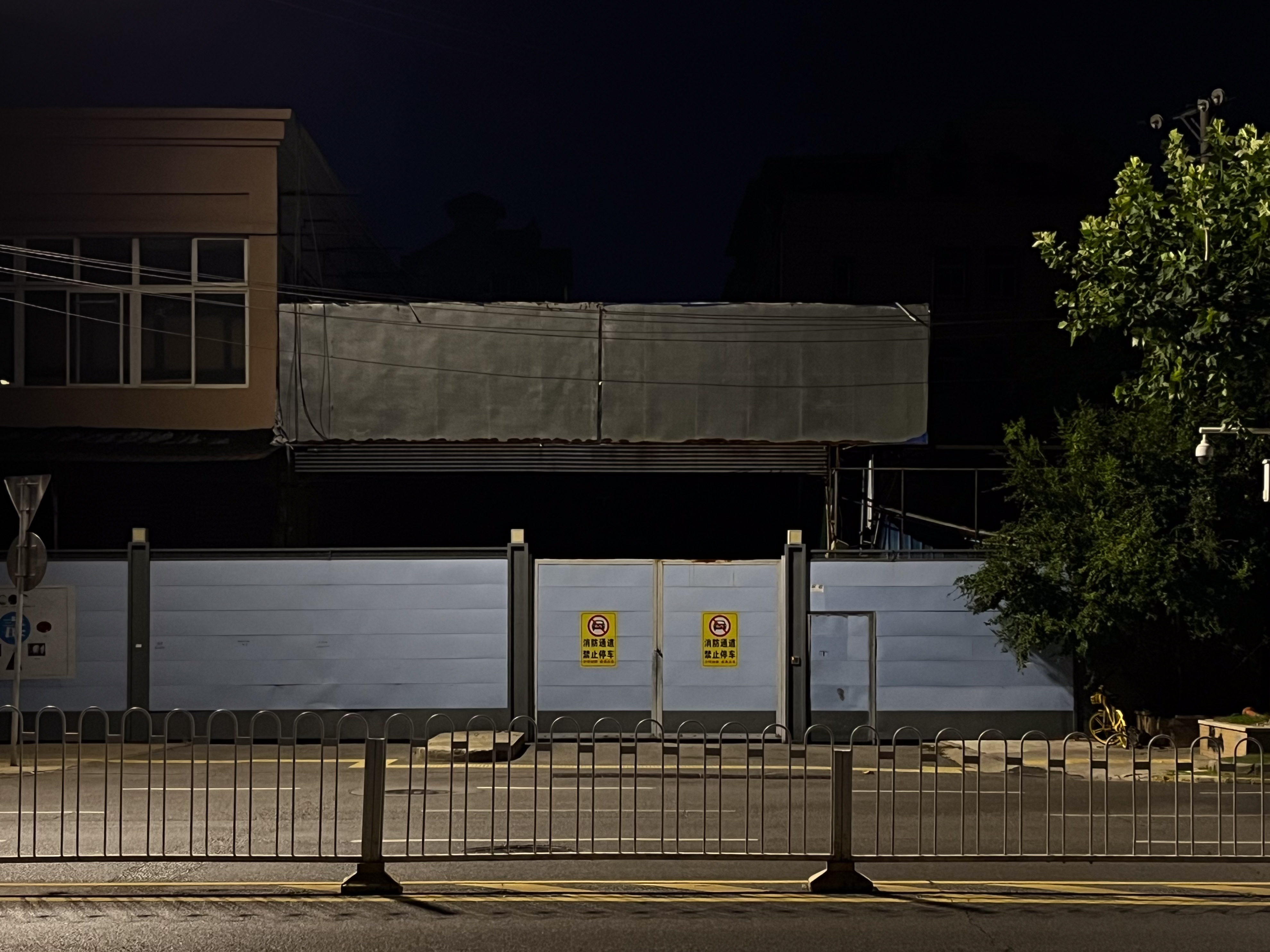
2025年的武汉华南海鲜批发市场

主体建筑存在，市场内部已清空，并被铁丝网完全封闭。
对于未来安排，江汉区委宣传部派驻现场的工作人员曾表示：场内囤积物将被处理，主体建筑不会被拆除。商户已搬迁至黄陂区。